# 井川町八幡
井川町八幡（いかわちょうはちまん）は、徳島県三好市の町名。郵便番号は779-4803。

## 地理
三好市の北東部に位置。東・南は井川町中岡、西・南は井川町西井川、北は吉野川を挟んで三好郡東みよし町とそれぞれ接する。地域の北側に住居が集中しており、南側は山林となっている。西隣の井川町西井川にはJRの佃駅が設置されている。

### 河川
- 吉野川
- 中村谷川

## 歴史
- 2006年（平成18年）3月1日 - 三好郡井川町が三野町・池田町・山城町・東祖谷山村・西祖谷山村と合併して三好市が発足し、現在の町名となる。

## 世帯数と人口
2021年（令和3年）11月30日現在の世帯数と人口は以下の通りである。
| 町丁       | 世帯数 | 人口 |
| ---------- | ------ | ---- |
| 井川町八幡 | 31世帯 | 73人 |

## 施設
- 桜ヶ丘公園
- 八幡神社

## 交通

### 鉄道
- 最寄り駅はJR徳島線・土讃線の佃駅。

### 道路
高速道路
- 徳島自動車道

国道
- 国道192号

### 橋梁
- 吉野川橋 - 徳島自動車道。
- 吉野川橋梁 - JR土讃線。